# Wesley Gordon
Wesley Jamaal Gordon (Colorado Springs, Colorado, 14 de julio de 1994) es un baloncestista estadounidense que pertenece a la plantilla del Trefl Sopot de la Polska Liga Koszykówki. Con 2,06 metros de estatura, juega en la posición de ala-pívot.

## Trayectoria deportiva

### Universidad
Jugó cuatro temporadas con los Buffaloes de la Universidad de Colorado en las que promedió 6,6 puntos, 6,7 rebotes, 1,3 asistencias y 1,6 tapones por partido. Fue el segundo jugador de la historia de su universidad en lograr más de 200 tapones, al lograr 204, quedándose únicamente por detrás de David Harrison, que logró 225 entre 2001 y 2004. Es además la octava mejor marca de la historia de la Pacific-12 Conference.

### Profesional
Tras no ser elegido en el Draft de la NBA de 2017, en el mes de octubre firmó su primer contrato profesional con el BSC Raiffeisen Panthers Fürstenfeld de la Österreichische Basketball Bundesliga, la primera división austriaca. Allí completó una temporada como titular, en la que promedió 15,7 puntos, 12,3 rebotes y 1,9 tapones por partido, siendo el mejor de la competición en estos dos últimos apartados, acabando incluido en el segundo mejor quinteto de la liga.
En julio de 2018 fichó por el Soproni KC de la NB I/A, la primera división húngara, donde acabó la competición liderando tambiénm la liga en rebotes (10,0) y tapones (2,2).
El 1 de enero de 2021, firma por el Larisa B.C. de la A1 Ethniki griega para sustituir al cortado Shaquille Goodwin.
En la temporada 2021-22, firma por el Egis Kormend de la Nemzeti Bajnokság I/A, la máxima competición de baloncesto de Hungría.
En la temporada 2022-23, firma por el Trefl Sopot de la Polska Liga Koszykówki.